# 陳萬言 (嘉靖進士)
陳萬言（1519年—？），字道襄，號海山，廣東廣州府南海縣人，軍籍，明朝政治人物。

## 生平
嘉靖三十一年（1552年）壬子科廣東鄉試第十八名舉人，三十五年（1556年）中式丙辰科會試第二百四十五名，三甲第一百四十一名進士。兵部觀政，授池州府推官，四十年（1561年）升貴州道監察御史，四十三年（1564年）巡按福建，同年任福建鄉試同考官，隆慶二年（1568年）正月升江西按察司副使、提督學政，四年（1570年）十二月因江西鄉試發生踐踏死傷，以不及降調。

## 家族
曾祖陳勉；祖父陳琪；父陳用彝，母余氏（封孺人）。弟陳萬脩、陳萬昌、陳萬積、陳萬猷、陳萬備、陳萬嘉、陳萬理。